# Oleksa Hirnyk
Oleksa Mykolaïovytch Hirnyk (en ukrainien : Олекса Миколайович Гiрник, né le 28 mars 1912 - mort le 21 janvier 1978) est un dissident soviétique ukrainien, qui s'est immolé par le feu pour protester contre la répression soviétique envers la langue, la culture et l'histoire ukrainienne.

## Une vie engagée
Hirnyk naît dans le village de Bohorodtchany en Galicie, dans l'empire austro-hongrois (aujourd'hui dans l'oblast d'Ivano-Frankivsk). Il est issu d'une famille de Boykos, avec une longue tradition de préservation de l'héritage culturel ukrainien : son grand-père a par exemple fondé l'association Prosvita à Bohorodtchany, pour promouvoir la culture et la langue ukrainienne.
À l'issue de ses études secondaires, ses parents veulent l'envoyer au séminaire pour devenir prêtre, mais il s'engage dans l'organisation paramilitaire « Sokil ». Alors qu'il s'apprête à étudier la philosophie à l'université de Lviv, il est enrôlé dans l'armée polonaise. Au cours de son service, il proteste contre le traitement que les officiers polonais infligent aux soldats ukrainiens. Il est condamné à trois ans de prison pour avoir parlé ukrainien et évoqué l'indépendance de l'Ukraine. 
Quand les Soviétiques prennent le contrôle de l'Ukraine en 1939, Hirnyk parvient à s'évader de prison. Mais la même année, il persiste dans sa défense de la langue et la culture ukrainienne, et ne cache pas ses aspirations à l'indépendance de l'Ukraine. Il est arrêté et condamné à huit ans de prison, peine qu'il exécutera dans une colonie pénitentiaire de l'Oural.
À sa libération en 1948, il retourne en Ukraine, se marie avec Karolyna Petrach et occupe divers emplois. Il prend conscience de la situation inquiétante de l'ukrainien, qui du fait de la politique de russification menée par l'Union soviétique, est de moins en moins parlé, notamment dans l'est et le centre de l'Ukraine. Chez lui, il commence à écrire à la main des tracts, contenant des citations de Taras Chevtchenko, pour protester contre la russification de l'Ukraine et appelant à l'indépendance du pays. Il en réalisera un millier, dans huit versions différentes.

## La mort de Hirnyk
La nuit du 21 janvier 1978, la veille du soixantième anniversaire de la déclaration d'indépendance de l'Ukraine par la Rada centrale, Hirnyk s'asperge de quatre litres d'essence et s'immole par le feu sur la colline de Tchernetcha (en ukrainien : Чернеча гора) à Kaniv, non loin de la tombe de Taras Chevtchenko. Il laisse ses tracts éparpillés autour de lui. Le KGB et la police locale parviennent rapidement à récupérer environ 950 de ses tracts, mais plusieurs sont cachés par des gens de la région et même quelques policiers. L'homme qui a découvert le corps de Hirnyk est arrêté et contraint au silence.
La femme de Hirnyk est d'abord informée que son mari est mort dans un accident de voiture, avant d'être contrainte à signer un document dans lequel elle s'engage à ne raconter à personne les véritables circonstances de la mort de son époux.

## Reconnaissance posthume

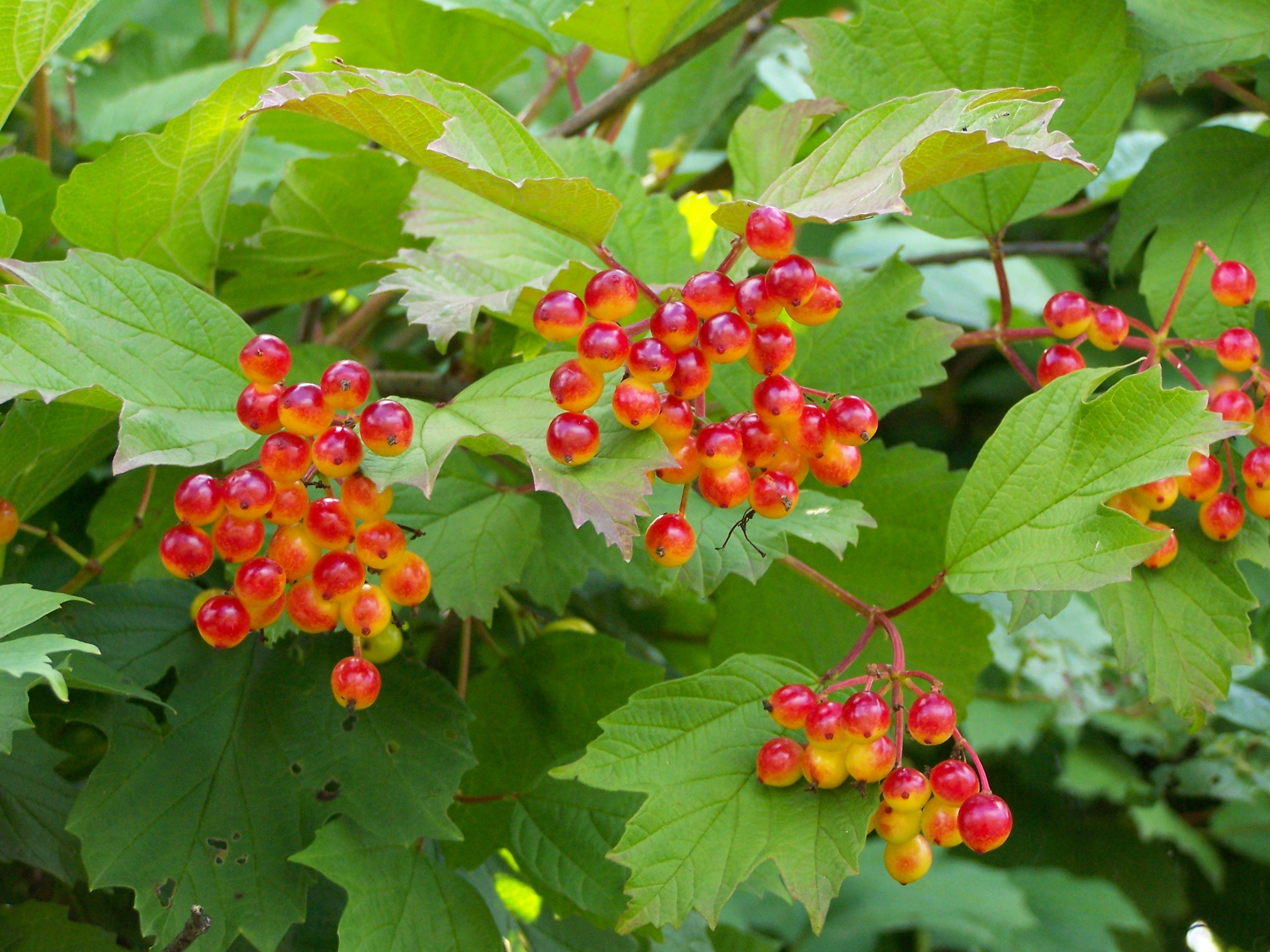
Fruits de l'Obier rouge

À la différence de l'étudiant tchèque Jan Palach qui s'est lui aussi immolé par le feu pour protester contre l'occupation soviétique de la Tchécoslovaquie, le sacrifice de Hirnyk reste d'abord mal connu. Cependant, pendant plusieurs années, à l'anniversaire de sa mort, des personnes non identifiées viennent déposer sur le lieu de son immolation, une grappe d'obier rouge, symbole de l'armée insurrectionnelle ukrainienne.
Après l'indépendance ukrainienne, l'histoire de Oleksa Hirnyk, commence à surgir des archives soviétiques et des récits des témoins. En 1993, une rue de Kalouch est baptisée en hommage à Hirnyk, et une plaque commémorative est apposée sur sa maison. 
En 1999, la fondation Oleksa Hirnyk pour la promotion de la culture ukrainienne auprès de la jeunesse est créée. En 2000, un aubier rouge est planté sur le lieu de sa mort.
Enfin, le 18 janvier 2007, par décret présidentiel, Oleksa Hirnyk reçoit à titre posthume la décoration d'Héros de l'Ukraine, plus haut titre honorifique du pays.

## Source
- (en) Cet article est partiellement ou en totalité issu de l’article de Wikipédia en anglais intitulé « Oleksa Hirnyk » (voir la liste des auteurs).